# Geomorfología de arrecifes someros
La geomorfología de arrecifes someros describe los patrones de zonación geomorfológica arrecifal que caracterizan el entorno de los ecosistemas asociados a los arrecifes de coral de este tipo de ambiente. Estos patrones de zonación deben su existencia a la presencia de complejos procesos de interacción entre factores biológicos y factores abióticos como los procesos fisicoquímicos asociados a los gradientes naturales de luz y profundidad presentes en una región o zona costera en una interacción constante con la energía del oleaje del medio circundante. Como resultado se modulan no solo las condiciones ambientales del entorno sino también la distribución espacial de las especies marinas, particularmente aquellas formas de vida sésiles. Dicha interacción origina determinados patrones geomorfológicos reiterativos en esos ecosistemas que se pueden identificar a partir de observación directa en el medio natural o incluso a partir de la observación de imágenes satelitales y han permitido una clasificación sistemática de las estructuras arrecifales en base a sus características geomorfológicas. 

### Zonación geomorfológica estándar

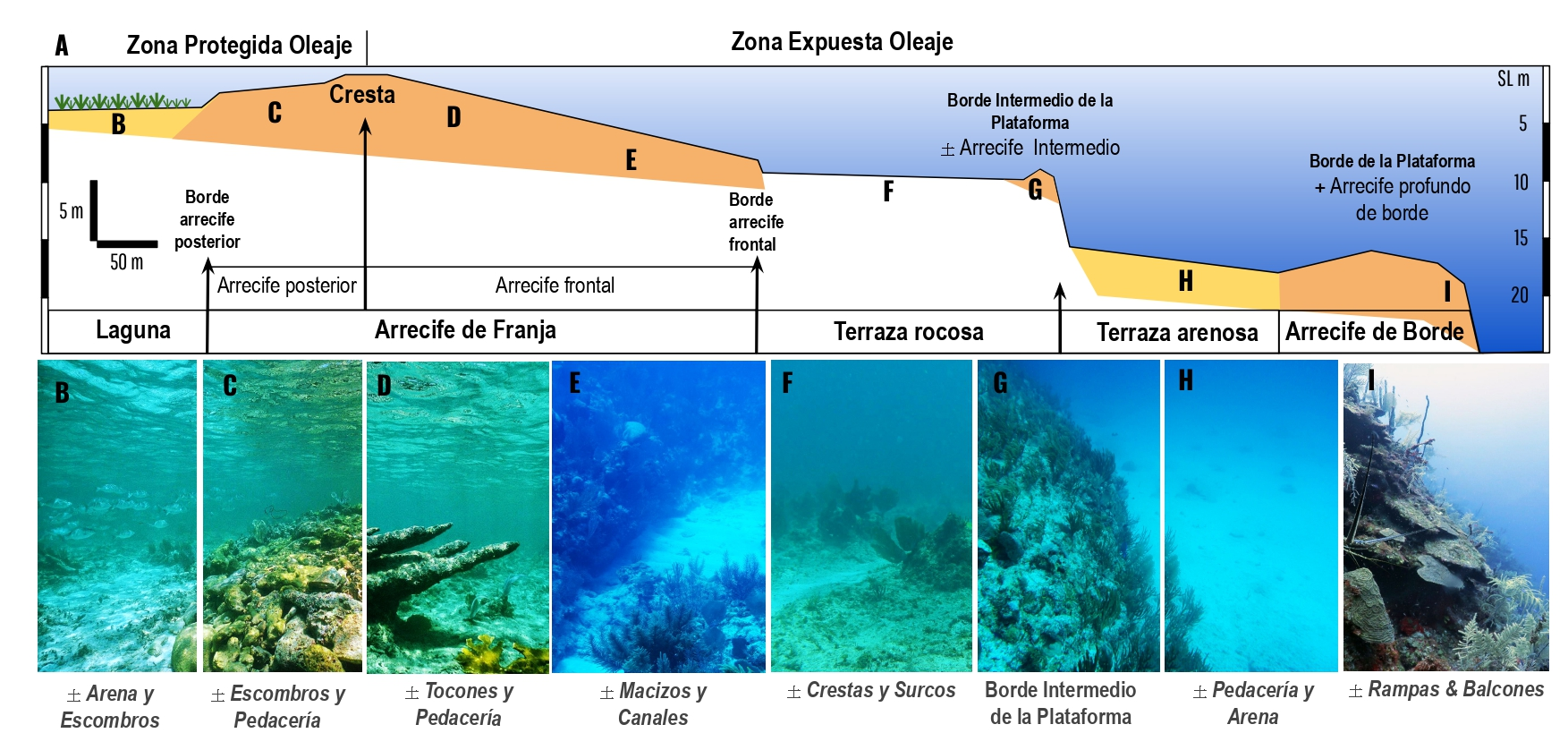
Distribución espacial del marco bio-geomorfológico a lo largo de un perfil arrecifal hipotético (A). Se muestran las unidades de acreción de los arrecifes geológicos estructurales y sus subzonas: arrecife de franja (C-E), arrecife intermedio (G) y arrecife profundo de borde (I). Otras zonas del perfil representadas en su posición relativa incluyen las zonas de acumulación de sedimentos de la laguna arrecifal (B) y la terraza arenosa (H), y la zona expuesta de la terraza rocosa (F).

La zonación geomorfológica estándar de los sistemas arrecifales someros incluye varias estructuras arrecifales y las zonas adyacentes que se encuentran delimitadas fundamentalmente por la presencia de accidentes topográficos del fondo marino conocidos como bordes de inflexión de la plataforma y cuya presencia se vincula a variaciones en el nivel del mar durante períodos geológicos anteriores. Los arrecifes someros de este tipo de ambiente se componen de dos grandes zonas de exposición al oleaje, una protegida o arrecife posterior y otra expuesta o arrecife frontal que se encuentran delimitadas por una zona muy somera, la cresta o planicie arrecifal que abarca aquella zona con profundidades menores a los 0.5 metros de profundidad.

#### Variabilidad de la zonación geomorfológica estándar
Esa configuración primaria del arrecife somero puede incluir otras subzonas cuya presencia suele variar entre sitios en dependencia del grado de complejidad de la formación y a nivel de paisaje puede incluir también otras formaciones arrecifales más profundas y sectores intermedios del fondo marino que no forman parte propiamente de los arrecifes de coral, pero sí de los ecosistemas asociados.